# Microcebus
Los lémures ratón (Microcebus) son un género de primates estrepsirrinos, como todos los lémures, endémicos de Madagascar e islotes adyacentes. A principios del siglo XX sólo se conocían dos especies, pero fueron describiéndose más con el correr de los años, llegando a 24 en 2016.
Los lémures ratón miden, incluyendo la cola, menos de 27 cm, característica que los convierte en los primates más pequeños del mundo. De las especies descritas, la más pequeña es el lémur ratón de Berthe (M. berthae), el cual ostenta el título como primate más pequeño del mundo, con una longitud corporal sin incluir la cola de unos 10 cm y un peso de 30 g.
Según la coloración de su pelaje solo dos especies son predominantemente grises: el lémur ratón gris (M. murinus) y el lémur ratón gris rojizo (M. griseorufus), mientras las especies restantes exhiben principalmente un color rojizo. No obstante, la diferenciación entre algunas especies por el aspecto es difícil y solo es factible hacerlo mediante análisis genéticos y la medición corporal. Existen variaciones intraespecíficas que complican aún más su diferenciación.

## Clasificación
- Género Microcebus
  - Microcebus arnholdi[5] (lémur ratón de Arnhold)
  - Microcebus berthae (lémur ratón de Berthe)
  - Microcebus boraha[3]
  - Microcebus bongolavensis[6] (lémur ratón de Bongolava)
  - Microcebus danfossi[6] (lémur ratón de Danfoss)
  - Microcebus ganzhorni[3] (lémur ratón de Ganzhorn)
  - Microcebus gerpi[7] (lémur ratón del GERP)
  - Microcebus griseorufus (lémur ratón gris rojizo)
  - Microcebus jollyae[8] (lémur ratón de Jolly)
  - Microcebus lehilahytsara[8] (lémur ratón de Goodman)
  - Microcebus macarthurii[9] (lémur ratón de MacArthur)
  - Microcebus mamiratra[8] (lémur ratón de Claire)
  - Microcebus manitatra[3]
  - Microcebus marohita[10] (lémur ratón marohita)
  - Microcebus margotmarshae[11] (lémur ratón de Margot Marsh)
  - Microcebus mittermeieri[8] (lémur ratón de Mittermeier)
  - Microcebus murinus (lémur ratón gris)
  - Microcebus myoxinus (lémur ratón pigmeo)
  - Microcebus ravelobensis (lémur ratón dorado marrón)
  - Microcebus rufus (lémur ratón marrón)
  - Microcebus sambiranensis (lémur ratón de Sambirano)
  - Microcebus simmonsi (lémur ratón de Simmons)
  - Microcebus tanosi[10] (lémur ratón anosi)
  - Microcebus tavaratra (lémur ratón rojizo del norte)